# Scharlakansbuske
Scharlakansbuske (Mitraria coccinea) är en art i familjen gloxiniaväxter från södra Chile och angränsande Argentina. Det är den enda arten i släktet. I Sverige odlas arten ibland som krukväxt.

## Synonymer
- Diplocalyx pallidus C. Presl
- Diplocalyx tomentella C. Presl
- Gesneria chilensis Molina
- Mitraria pallida (C. Presl) Hanst.
- Mitraria tomentella (C. Presl) Hanst.